# エンスカイ
株式会社エンスカイ（ensky.CO.,LTD.）は埼玉県草加市に本社を置く玩具メーカー。天田印刷加工・エトワールと共にあまだグループに属していた。様々なトレンドキャラクターの商品化許諾を得て、一般的な玩具類に留まらず生活雑貨や文具類をキャラクターグッズとして多面的に企画・販売している。

## 商品
- バランスゲーム（江頭2:50 つむつむ）
- ペーパーシアター（キャラクターの印象的な名場面をレーザーで精密にカットされた紙を重ね合わせて作り上げるペーパークラフトキット。ディズニーキャラクター、スタジオジブリ、ポケットモンスター、ドラえもん、怪盗グルー、ワンピース、ドラゴンボール、名探偵コナン等広いキャラクターで展開している）
- トラベルステッカー（レトロビンテージ風にデザインされたキャラクターダイカットタイプのステッカーシリーズ。ディズニーキャラクター、名探偵コナン、怪盗グルー、ワンピース、星のカービィ等様々なキャラクターで展開している。特殊素材を用いており、耐光性・耐水性に優れている為、旅行鞄にも貼れる仕様）
- ちゃまもり（バースデイと共同開発の、歩数計付き携帯液晶ゲーム）
- ToyPiece
- トレーディングカード（おジャ魔女どれみ、きらりん☆レボリューション、仮面ライダーシリーズなど）
- プレシャスメモリーズ、プリズムコネクト、レベル・ネオ（トレーディングカードゲーム、ムービックと共同開発）
- シール（ドラゴンボールZ、ポケモン等）
- ジグソーパズル（スタジオジブリ関連等）･･･ARTBOXブランドで展開。
- パズルガム（平成仮面ライダー、ドラゴンボール、プリキュアシリーズ、ヤッターマン）
- スタンプ（ドラゴンボールZ、ポケモン、ゲゲゲの鬼太郎等）
- カレンダー

## 沿革
- 2005年6月21日 - 天田印刷加工から独立

### Twitter
- ensky.,Co.Ltd. (@ensky_official) - X（旧Twitter）
- エンスカイ公式 (@Ensky_Hobby) - X（旧Twitter）（ホビー関連商品情報・イベント情報）
- エンスカイショップ (@enskyshop) - X（旧Twitter）（エンスカイショップ販売情報）

#### ジャンル別の商品・イベント情報
- エンスカイ_もえ部 (@Ensky_Moebu) - X（旧Twitter）（「萌え」「燃え」に特化したホビー関連商品情報・イベント情報）
- エンスカイ801公式 (@ensky_801) - X（旧Twitter）（BL作品関連商品情報・イベント情報）
- エンスカイ声優・アーティストグッズ (@ensky_talent) - X（旧Twitter）（声優・アーティスト商品情報）

#### 作品別の商品情報
- あんスタ_ensky (@ensemble_ensky) - X（旧Twitter）（「あんさんぶるスターズ!」商品情報）
- 埼玉酒保 (@KC_Ensky) - X（旧Twitter）（「艦隊これくしょん -艦これ-」商品情報）
- nyanko_ensky (@nyanko_ensky) - X（旧Twitter）（「にゃんこ大戦争」商品情報）
- Free!_ensky (@Free_ensky) - X（旧Twitter）（「Free!」商品情報）
- Kirby_ensky (@Kirby_ensky) - X（旧Twitter）（「星のカービィ」商品情報）

#### 特定の商品情報
- HKT48トレカ公式 (@HKT48_goods) - X（旧Twitter）（「HKT48トレーディングコレクション」情報）
- NMB48 トレカ公式 (@NMB48_ensky) - X（旧Twitter）（「NMB48トレーディングコレクション」情報）
- SKE48_goods (@SKE48_goods) - X（旧Twitter）（「SKE48トレーディングコレクション」情報）
- 乃木坂46 トレカ2公式 (@nogizaka46goods) - X（旧Twitter）（「乃木坂46トレーディングコレクション パート2」情報）
- ももブロ (@momobro_staff) - X（旧Twitter）（「ももクロ! ブロマイドふうカード」情報）